# دور هوير
دور هوير (بالألمانية: Dore Hoyer)‏ هي راقصة ألمانية، ولدت في 12 ديسمبر 1911 في درسدن في ألمانيا، وتوفيت في 31 ديسمبر 1967 في برلين في ألمانيا بسبب تسمم.

## وصلات خارجية
- دور هوير على موقع مونزينجر (الألمانية)